# Anna Anderluh
Anna Anderluh (* 1988 in Klagenfurt am Wörthersee) ist eine österreichische Sängerin, Komponistin und Musikerin (Autoharp, Klavier).
Ihr Schaffen ist Genre-übergreifend und verbindet die Bereiche Jazz, Neue Improvisationsmusik, Singer Songwriter, Neue Musik, Literatur, Theater und Musiktheater. Die Lust am Experimentieren und ein humorvoller Zugang zieht sich durch alle ihre Projekte.

## Leben und Wirken
Anderluh lernte ab dem Alter von neun Jahren Violine und anschließend Viola und Jazzviola am Kärntner Landeskonservatorium. Sie besuchte das Musikgymnasium in Viktring und studierte danach Geschichte, Philosophie und Psychologie an der Universität Wien, brach das Studium aber ab, um Jazzgesang an der Anton-Bruckner-Privatuniversität, Linz bei Elfi Aichinger und Agnes Heginger zu studieren (2008–2013). Während dieser Zeit absolvierte sie Auslandssemester an der Hochschule für Musik und Theater Hamburg und an der Norges musikkhøgskole in Oslo.
Bereits während des Studiums gründete sie zusammen mit der Flötistin Helgard Saminger das Dada-Musiktheater „Hans“.
2017 erhielt sie das Jahresstipendium des Land Kärnten für Musik und Darstellende Kunst, das ihr ermöglichte, sich nach dem Studium neben der Musik auch intensiver mit dem Schauspielen auseinanderzusetzen. Sie wirkte in einigen interdisziplinären Projekten und Theaterprojekten mit, unter anderem als Chormitglied im Burgtheater bei der Produktion Antigone (Regie: Jette Steckel), als Schauspielerin bei "Das Schloss - nach Franz Kafka" (Regie Jakub Kavin) und als Sängerin und Schauspielerin bei „Vaginas im Dirndl“.
Ihr starkes Interesse an der Physiologie und Funktionsweise der Stimme und ihren verschiedenen Ausdrucksmöglichkeiten führte Anderluh 2016 an das „Lichtenberger Institut für angewandte Stimmphysiologie“ wo sie 2019 den Lehrgang abschloss. Die physiologische Arbeit mit der Stimme, frei von ästhetischen Vorgaben, ist für sie seitdem eine große Inspirationsquelle.
Aktuell ist sie Mitglied des 13-köpfigen Bandkollektivs "Little Rosies Kindergarten"  (Porgy & Bess Stage Band 2021/22), spielt in verschiedenen Konstellationen mit dem Gitarristen und Liedermacher Alex Miksch, im Duo mit der Pianistin Verena Zeiner, im Quartett "Squamata" mit Judith Schwarz, Lisa Hofmaninger und Matteo Haitzmann, ist Gründerin des Vokalensembles "Hals - freefall a-capella", Sängerin bei "Christoph Cechs Jazz Orchestra" und kollaboriert regelmäßig mit dem Akkordeonisten und Geheimgenie Stefan Sterzinger.
Seit 2019 ist sie zusammen mit Verena Zeiner, Sara Zlanabitnig und Milly Groz im Leitungsteam des Vereins Fraufeld – zur Sichtbarmachung von Musikerinnen in den Feldern progressiver Komposition und Improvisation.
2020 erhielt sie für ihr musikalisches Schaffen das Startstipendium des BMKÖS.
2021 veröffentlichte Anderluh ihr erstes Solo-Album, das sie selbst dem Genre „Pop mit Riss“ zuordnet. Ihr Soloprogramm verbindet performative Momente, gesellschaftskritische wie auch poetische Texte, berührende Lieder mit spielerisch, erfrischend ungewöhnlichen Vokalimprovisationen.
Gemeinsam mit den Sängerinnen Amina Bouroyen, Anna Laszlo und Verena Loipetsberger singt Anderluh in der a-capella-Gruppe HALS, die in Zusammenarbeit mit dem Komponisten Josef Wagner 2024 eine EP mit dem Titel Little Secrets veröffentlichte.

## Preise und Auszeichnungen
- 2017  Jahresstipendium des Land Kärnten für Musik und Darstellende Kunst[2]
- 2020 Startstipendium des BMKÖS

## Diskografische Hinweise
- Alex Miksch: Krems, Acre of Bacon Records 2022
- Anna Anderluh: Leave Me Something Stupid, Session Work Records 2021
- Little Rosies Kindergarten: Jeder gegen Jeden, Listen Closely 2020
- Christoph Cech Jazz Orchestra Project; Metrix, Marmota Records 2019
- Various Artists: Fraufeld Tonträger Vol.2, 2019, arooo.records
- Alex Miksch: Nur a Opfe, Preiser Records 2019
- Marco Annau: Urban Native, ATS Records 2019
- Christoph Cech Jazz Orchestra Project: Blue, Marmota Records 2018
- Little Rosies Kindergarten: Little Rosies Kindergarten, Listen Closely 2018
- HANS: Oamoi mit!, Freifeld Tonträger 2017
- Christoph Cech Jazz Orchestra Project: Titan, Marmota Records 2017
- Luzid Chaos: Elements, Freifeld Tontraeger 2016
- Luzid Chaos: It's All About Breaking the Wall!, Freifeld Tontraeger 2015